# (5456) Merman
(5456) Merman est un astéroïde de la ceinture principale.

## Description
(5456) Merman est un astéroïde de la ceinture principale. Il fut découvert le 25 avril 1979 à Naoutchnyï par Nikolaï Tchernykh. Il présente une orbite caractérisée par un demi-grand axe de 2,36 UA, une excentricité de 0,05 et une inclinaison de 7,0° par rapport à l'écliptique.

## Compléments